# Рябов Сергій Володимирович
Рябов Сергій Володимирович нар.20 березня 1959, м. Свердловськ (нині Єкатеринбург)  — професор, доктор хімічних наук, завідувач відділу модифікації полімерів  Інституту хімії високомолекулярних сполук НАН України

## Біографія
Сергій Володимирович Рябов народився у 1959 р. у м. Свердловськ (Росія). У 1963 р. разом з родиною переїхав до м. Києва, де у 1976 році закінчив середню школу № 185 і в цьому ж році вступив до Київського державного університету ім. Тараса Шевченка на хімічний факультет, який закінчив у 1981 р. за спеціальністю хімія (органічна хімія). У 1981–1983 р. як офіцер проходив службу у лавах Радянської армії командиром взводу.  
З грудня 1983 р. працює в Інституті хімії високомолекулярних сполук НАН України, де пройшов шлях від інженера до провідного наукового співробітника. У 2001 р. Рябову С.В. було присвоєне вчене звання старшого наукового співробітника за спеціальністю «хімія високомолекулярних сполук», а 2014 -  вчене звання професора за спеціальністю хімія високомолекулярних сполук. З 2009 р. очолює відділ модифікації полімерів

## Науковий доробок
Рябов С.В. розвиває науковий напрям пов’язаний з дослідженням як син-тетичних, так і природних полімерів, зокрема, встановлені наукові засади структурно-хімічної модифікації біополімерів ( циклодекстрину,  хітозану,  целюлози) з метою їх функціоналізації, визначенні шляхів модифікації синтетичних полімерів (у першу чергу уретановмісних) полісахаридами, що спрямовано на розробку біодеградабельних композитів. Ним проводяться фундаментальні дослідження сумішевих композицій природних і синтетичних полімерів з метою встановлення закономірностей взаємодії уретановмісних полімерних матриць (у тому числі поліуретанових аніономерів) з такими природними наповнювачами як хітозан, мікрокристалічна целюлоза, декстрин, крохмаль і похідні целюлози, вивчаються їхні структурні особливості та біодеградабельні характеристики.  
Практична значущість його роботи полягає в тому, що розроблені циклодекстринвмісні полімери – вельми перспективні матеріали для створення сорбентів для видалення органічних забруднювачів (фенолу, нітрофенолу, хлоровмісних органічних сполук) із води. Блоккополімери, що містять циклодекстринові фрагменти, синтезовані на основі бутилметакрилату або акриламіду та β-циклодекстринуретанметакрилату, перспективні для розробки як специфічних сорбентів, так і систем для контрольованого виходу ліків для медичних потреб. Створено біологічно-активні матриці, які є потенційними об’єктами для “drug-release” систем на основі похідних циклодекстрину, хітозану та целюлози із фрагментами ізоіндолу для фармацевтичної галузі. Похідні циклодекстринів, що мають триетоксисилільні функціональні групи, використано для створення органо-неорганічних гібридних матеріалів для подальшого їх застосування як високоефективних сорбентів і каталізаторів. 
Хімічним формуванням з використанням ізоціанатних форполімерів отримано біодеградабельні полімерні композити на основі мікрокристалічної целюлози, хітозану, крохмалю та похідних целюлози і систематизовано дані щодо їх мікрофазової структури та морфології, проведені комплексні дослідження їх поведінки у навколишньому середовищі, розроблено критерії оцінки рівня їх біодеградабельності. Розроблено та сформовано також сумішеві композиції на основі промислових уретанвмісних полімерних матриць і природних наповнювачів - декстрину, циклодекстрину, крохмалю, хітозану і показана перспективність їх використання як біодеградабельних матеріалів, що вельми важливо з боку охорони навколишнього середовища. 
	З 2002 р. С.В. Рябов разом з науковцями з Інституту органічної хімії НАН України та Інституту фізики напівпровідників НАН України розвиває також науковий напрям, пов’язаний з розробкою та вивченням хімічних сенсорів на основі макроциклів, зокрема циклодестринів і каліксаренвмісних полімерів. Розроблено функціональні похідні циклодекстрину (чутливі полімерні шари) для використання у хемосенсорних технологіях для моніторингу та детектування ряду шкідливих летких органічних речовин, зокрема аміаку, толуолу, п-ксилолу, хлоровмісних сполук у повітрі, що дає змогу модернізувати хемосенсорні прилади і підвищити їх чутливість і селективність. 
У складі наукових інтернаціональних групп С.В. Рябов брав участь у ряді наукових проектів, фінансову підтримку яких здійснювали Міжнародний Науковий Фонд Дж. Сороса, Европейский Союз “INCO-Copernicus”, TNO Industry (the Netherlands), Український науково-технологічний центр (УНТЦ).
У 1999 і 2001 рр. С.В. Рябов проходив стажування у Великій Британії (Манчестерському Метрополітен Університеті, м. Манчестер) за грантами Королівського Наукового Товариства. З 2020 року спільно з науковцями з Інституту електрозварювання ім. Євгена Патона НАН України та  Інституту мікробіології і вірусології імені Д. К. Заболотного НАН України займається розробкою полімерних матеріалів з антибактеріальною дією  підтриманого  Національним фондом досліджень України ("Розробка нанокомпозитних полімерних біоматеріалів з ефективною противірусною та антимікробною дією і технології 3D друку з них", керівник Юрженко Максим Володимирович) .

## Вибрані наукові публікації
С.В. Рябов – автор і співавтор понад 250 наукових публікацій, 21 патенту, 2-х монографій та 2-х підручників.  Scopus, google scholar, патенти

### Монографії та підручники
- 1. Т.І. Хорошилова, В.О. Хромишев, С.В. Рябов Високомолекулярні сполуки Мелітополь: Видавництво Мелітопольского державного педагогічного університету імені Б. Хмельницького, 2013. - 178 с.
- 2. Т.І. Хорошилова, В.О. Хромишев, С.В. Рябов, О.О. Хромишева Нанохімія: підручник для студентів хімічних факультетів педагогічних університетів, Видавництво Мелітопольского державного педагогічного університету імені Б. Хмельницького, 2014. - 206 с.
- 3. Циклодекстрини та функціональні полімерні матеріали на їх основі : монографія / С. В. Рябов, В. В. Бойко, Л. В. Кобріна ; ІХВС НАНУ. - Київ : Наук. думка, 2019. - 128 с. : табл., рис. - (Проект “Наукова книга”). - ISBN 978-966-00-1729-0

### Статті
- 1. Ryabov S.V., Kotelnikova N., Kercha Yu., Laptiy S., Gaiduk R., Kosenko L., Yakovenko A.  Preparation of Polymer Composites on the base of polyurethanes and natural polysaccharides Macromolecular Symposia. – 2001, –Vol. 164, –Р. 421-428.
- 2. Demchenko, V.L., Shtompel, V.I., Riabov, S.V. et al. Preparation and characterization of Cu/Cu2O-containing nanocomposites based on interpolyelectrolyte complexes of pectin–polyethyleneimine. Appl Nanosci 10, 5479–5488 (2020). https://doi.org/10.1007/s13204-020-01395-x
- 3. Belyakova, L.A., Kazdobin, K.A., Belyakov, V.N., Ryabov, S.V., Danil De Namor, A.F.Synthesis and properties of supramolecular systems based on silica Journal of Colloid and Interface Science, 2005, 283(2), стр. 488–494 https://doi.org/10.1016/j.jcis.2004.09.012
- 4. Demchenko V., Riabov S., Rybalchenko N., Kobylinskyi S., Shtompel' V. X-ray study of structural formation, thermomechanical and antimicrobial properties of copper-containing polymer nanocomposites obtained by the thermal reduction method European Polymer Journal, 2017, 96, стр. 326–336 https://doi.org/10.1016/j.eurpolymj.2017.08.057
- 5. Nanocomposites based on interpolyelectrolyte complex and Cu/Cu2O core-shell nanoparticles: Structure, thermomechanical and electric properties Demchenko, V., Shtompel', V., Riabov, S. European Polymer Journal, 2016, 75, стр. 310–316 https://doi.org/10.1016/j.eurpolymj.2016.01.004
- 6. Radchenko O., Sinelnikov S., Moskalenko O., Riabov S. Nanocomposites based on titanium dioxide, modified by -cyclodextrin containing copolymers // J. Appl. Polym. Sci. 2018, 135, p.46373-46381. https://doi.org/10.1002/app.46373
- 7. L. Orel, L. Kobrina, S. Sinelnikov, V. Boiko, V. Demchenko, S. Riabov // β-cyclodextrin-containing pseudorotaxanes as building blocks for cross-linked polymers // Journal of Inclusion Phenomena and Macrocyclic Chemistry – 2018, - № 9, - P. 1-8. https://doi.org/10.1007/s10847-018-0838-5
- 8. Demchenko V., Riabov S., Sinelnikov S., Radchenko O., Kobylinskyi S., Rybalchenko N. Novel approach to synthesis of silver nanoparticles in interpolyelectrolyte complexes based on pectin, chitosan, starch and their derivatives. Carbohydrate Polymers 2020, P. 1 – 13.  https://DOI: 10.1016/j.carbpol.2020.116431
- 9. Demchenko V., Riabov S., Kobylinskyi S., Goncharenko L., Rybalchenko N., Kruk A., Moskalenko O., Shut M. Effect of the type of reducing agents of silver ions in interpolyelectrolyte-metal complexes on the structure, morphology and properties of silver-containing nanocomposites. Scientific Reports 2020, Vol. 10. P. 1–9. https://doi.org/10.1038/s41598-020-64079-0   (IF = 4,3). Q1
- 10. S Sinelnikov, L Orel, L Kobrina, V Boiko, S Riabov, V Shtompel, O Povnitsa, S Zagorodnya Polymer matrices on the basis of polyacrylamide and β‐cyclodextrin‐containing pseudorotaxane for prolonged drug release: Synthesis and properties J Appl Polym Sci. 2021; 138:e50554. https://doi.org/10.1002/app.50554

### Патенти
- 1. Демченко В.Л.; Гончаренко Л.А., Рибальченко Н.П., Кобилінський С.М., Рябов С.В. МЕТАЛОНАПОВНЕНИЙ ПОЛІМЕРНИЙ НАНОКОМПОЗИТ З АНТИБАКТЕРІАЛЬНИМИ ВЛАСТИВОСТЯМИ Патент № 148796, Опубл. 22.09.2021, бюл. № 38
- 2. Демченко В.Л.; Рибальченко Н.П., Гончаренко Л.А., Радченко О.А., Рябов С.В. БІОСУМІСНИЙ МЕТАЛОНАПОВНЕНИЙ ПОЛІМЕРНИЙ НАНОКОМПОЗИТ З АНТИБАКТЕРІАЛЬНИМИ ВЛАСТИВОСТЯМИ Патент № 148687 Опубл. 08.09.2021, бюл. № 36
- 3. Кобилінський С.М.; Гончаренко Л.А.; Демченко В.Л.; Рябов С.В. СПОСІБ ОТРИМАННЯ МЕТАЛОНАПОВНЕНОГО ПОЛІМЕРНОГО НАНОКОМПОЗИТУ Патент № 133149 Опубл. 25.03.2019, бюл. № 6
- 4. Демченко В.Л.; Гончаренко Л.А., Штомпель В.І., Рябов С.В. СПОСІБ ОДЕРЖАННЯ МЕТАЛОНАПОВНЕНИХ ПОЛІМЕРНИХ НАНОКОМПОЗИТІВ Патент № 114386 25.05.2017, бюл. № 10
- 5. Дмитрієва Т.В., Рябов С.В., Кримовська С.К., Бортницький В.І. СПОСІБ ПРИГОТУВАННЯ ПОЛІМЕРНОЇ КОМПОЗИЦІЇ ПРИСКОРЕНОЇ ДЕГРАДАЦІЇ Патент № 122087 Опубл. 	10.09.2020, бюл. № 17